# I'm Glad
"I'm Glad" (Tiếng Việt: Em Rất Vui) là đĩa đơn thứ ba trích từ album phòng thu thứ ba của ca sĩ người Mỹ Jennifer Lopez, This Is Me... Then (2002). Ca khúc được phát hành năm 2003, nhưng không thành công bằng hai đĩa đơn trước của cô, bài hát đứng vị trí 22 trên bảng xếp hạng Billboard Hot 100, bản phối lại của Paul Oakenfold, Ford, và Murk trở thành ca khúc nhạc nhảy thành công nhất tại Mĩ, đứng vị trí thứ 4 trên bảng xếp hạng Hot Dance Club Play. Bài hát có giai điệu của "P.S.K. What Does It Mean?" do Schoolly D trình bày.

## Video ca nhạc
Video ca nhạc được đạo diễn bởi David LaChapelle. Về mặt vũ đạo được thực hiện bởi Jeffrey Hornaday và đã được thực hiện trong bộ phim Flashdance năm 1983 nhưng nguyên bản thuộc về biên đạo múa Alexandra Owens, đồng thời cũng chính là một công nhân vào ban ngày và một vũ công khêu gợi vào ban đêm. Lopez cũng mặc một trang phục khá giống như Beals trong bộ phim khi đang thử vai trước mặt ban giám khảo. Đây là video mà cô bỏ ra nhiều công sức và đầu tư về mặt vũ đạo nhất từ trước đến nay. Video nhận được 4 đề cử 2003 MTV Video Music Awards: Best Female Video, Best Dance Video, Best Choreography, và Best Art Direction.
Trong video có một số cảnh quay rất giống trong bộ phim Flashdance, vì vậy ê-kíp của bộ phim đã kiện Jennifer, Sony Corporation, và Paramount Pictures vì đã vi phạm bản quyền vào tháng 11 năm 2003 vì đã sử dụng một cách trái phép nội dung của bộ phim vào video ca nhạc. Nhưng vụ kiện đã được miễn nhiệm vào tháng 6 năm 2006.

## Danh sách ca khúc
CD 1
1. "I'm Glad" – 3:42
2. "I'm Glad" (Paul Oakenfold Perfecto Remix) – 5:49
3. "I'm Glad" (Ford's Siren Club Mix) – 5:30
4. "All I Have" (Ignorants Mix cùng LL Cool J) – 4:02

CD 2
1. "I'm Glad" – 3:42
2. "I'm Glad" (J-Lo đấu với Who Da Funk Main Mix) – 7:21
3. "I'm Glad" (Murk Miami Mix) – 8:00
4. "I'm Glad" (Video)

## Xếp hạng
| Bảng xếp hạng (2003)                     | Vị trí |
| ---------------------------------------- | ------ |
| Úc (ARIA)                                | 10     |
| Áo (Ö3 Austria Top 40)                   | 50     |
| Bỉ (Ultratop 50 Flanders)                | 30     |
| Bỉ (Ultratop 50 Wallonia)                | 31     |
| Canada (Canadian Hot 100)                | 8      |
| Hà Lan (Dutch Top 40)                    | 6      |
| European Hot 100 Singles                 | 16     |
| Đức (GfK)                                | 17     |
| French SNEP Singles Chart                | 29     |
| Hungary (Rádiós Top 40)                  | 3      |
| Ireland (IRMA)                           | 19     |
| Ý (FIMI)                                 | 17     |
| Israel Singles Chart                     | 5      |
| Hà Lan (Single Top 100)                  | 3      |
| New Zealand (Recorded Music NZ)          | 5      |
| Thụy Điển (Sverigetopplistan)            | 44     |
| Thụy Sĩ (Schweizer Hitparade)            | 12     |
| Anh Quốc (OCC)                           | 11     |
| Hoa Kỳ Billboard Hot 100                 | 16     |
| Hoa Kỳ Hot R&B/Hip-Hop Songs (Billboard) | 19     |
| Hoa Kỳ Dance Club Songs (Billboard)      | 4      |

| Quốc gia    | Chứng nhận |
| ----------- | ---------- |
| Australia   | Vàng       |
| Netherlands | Vàng       |

### Xếp hạng cuối năm
| Bảng xếp hạng (2003)          | Vị trí |
| ----------------------------- | ------ |
| Australian ARIA Singles Chart | 44     |
| U.S. Billboard Hot 100        | 32     |